# ووکاش گارلیتسکی
ووکاش گارلیتسکی (لهستانی: Łukasz Garlicki؛ زادهٔ ۵ اوت ۱۹۷۷) بازیگر و کارگردان نمایش اهل لهستان است.
از فیلم‌ها یا مجموعه‌های تلویزیونی که وی در آن‌ها نقش داشته است، می‌توان به یک ورشویی، سیل، لجن‌زار، مفقودشدگان، دختران جنگ، تاج پادشاهان، قانون حقیقی، خانه کشیش، نبرد ورشو ۱۹۲۰، هتل ۵۲، رنگ‌های خوشبختی، پدر متیو، پیت‌بول، اولا بی‌ریخته، کارآگاهان جنایی، عشق اول، در خوشی و سختی و قضاوت درباره فراچیشکا کووسا اشاره نمود.